# Saint-Sylvain (Calvados)
Pour les articles homonymes, voir Saint-Sylvain.
Saint-Sylvain est une commune française, située dans le département du Calvados en région Normandie, peuplée de 1 454 habitants.

## Géographie
Le village se situe à l'est du canton de Bretteville-sur-Laize. C'est la deuxième commune la plus peuplée du canton. La population est massée autour d'un bourg actif. Depuis les années 1990, le village se fait attirant et on note une importante augmentation d'habitants. La commune a connu les rafales de vent les plus fortes de France lors de la tempête Lothar du 26 décembre 1999[réf. souhaitée].

### Hydrographie
La commune est située dans le bassin Seine-Normandie. Elle est drainée par la Muance,.
La Muance, d'une longueur de 19 km, prend sa source dans la commune  et se jette  dans la Dives à Troarn, après avoir traversé sept communes. 

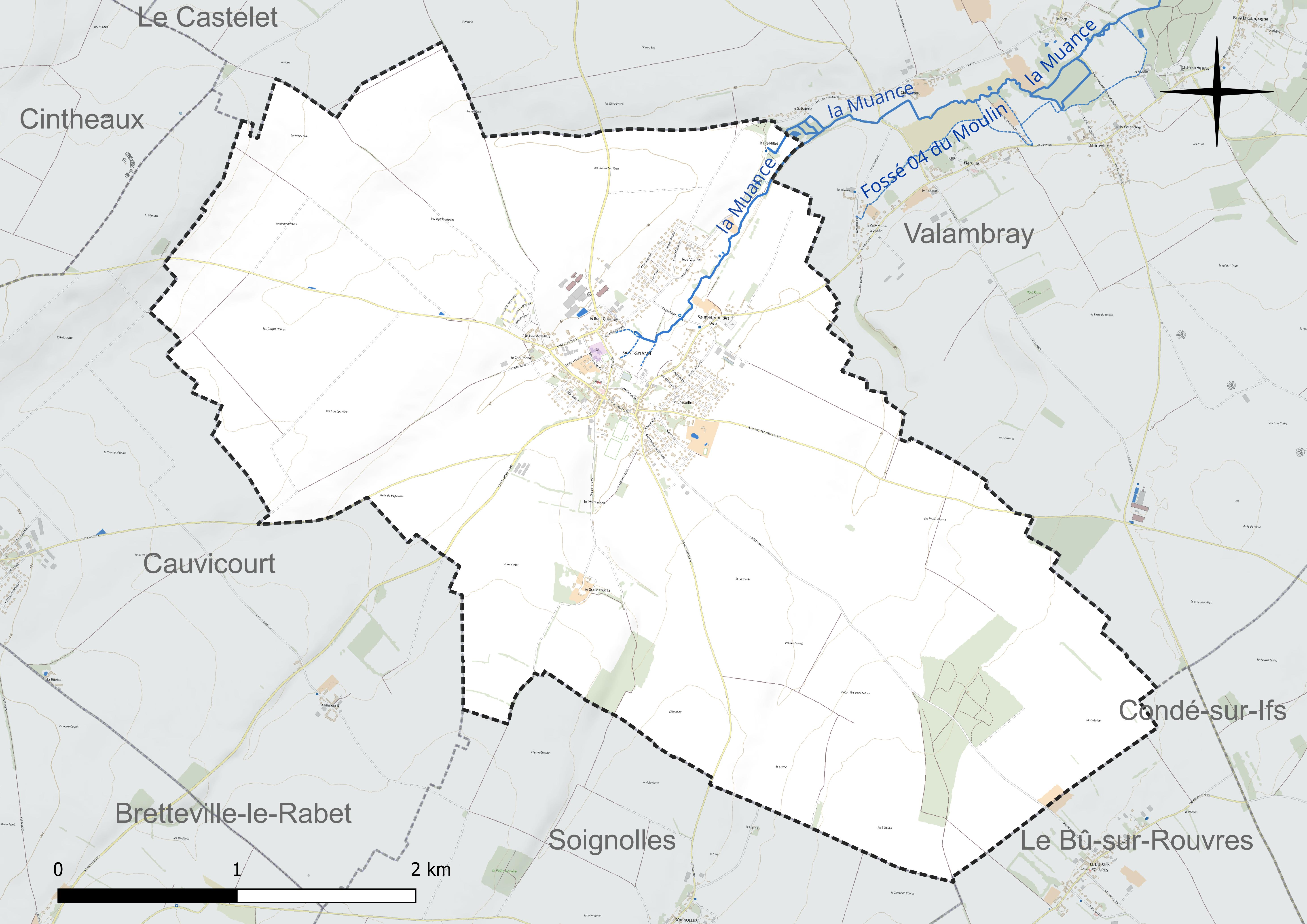
Réseau hydrographique de Saint-Sylvain.

### Climat
Pour des articles plus généraux, voir Climat de la Normandie et Climat du Calvados.
En 2010, le climat de la commune est de type climat océanique altéré, selon une étude du Centre national de la recherche scientifique s'appuyant sur une série de données couvrant la période 1971-2000. En 2020, Météo-France publie une typologie des climats de la France métropolitaine dans laquelle la commune est exposée à un climat océanique et est dans la région climatique  Normandie (Cotentin, Orne), caractérisée par une pluviométrie relativement élevée (850 mm/a) et un été frais (15,5 °C) et venté. 
Pour la période 1971-2000, la température annuelle moyenne est de 10,5 °C, avec une amplitude thermique annuelle de 12,3 °C. Le cumul annuel moyen de précipitations est de 695 mm, avec 11,4 jours de précipitations en janvier et 7,3 jours en juillet. Pour la période 1991-2020, la température moyenne annuelle observée sur la station météorologique installée sur la commune est de 11,5 °C et le cumul annuel moyen de précipitations est de 681,2 mm,. Pour l'avenir, les paramètres climatiques de la commune estimés pour 2050 selon différents scénarios d'émission de gaz à effet de serre sont consultables sur un site dédié publié par Météo-France en novembre 2022.
| Mois                                  | jan.             | fév.           | mars          | avril         | mai           | juin          | jui.          | août          | sep.          | oct.          | nov.          | déc.           | année      |
| ------------------------------------- | ---------------- | -------------- | ------------- | ------------- | ------------- | ------------- | ------------- | ------------- | ------------- | ------------- | ------------- | -------------- | ---------- |
| Température minimale moyenne (°C)     | 2,7              | 2,8            | 3,9           | 5             | 8,1           | 10,7          | 12,4          | 12,9          | 10,8          | 8,8           | 5,6           | 3,3            | 7,3        |
| Température moyenne (°C)              | 5,4              | 6              | 7,9           | 10,1          | 13,1          | 16            | 18,1          | 18,4          | 16            | 12,6          | 8,7           | 6,1            | 11,5       |
| Température maximale moyenne (°C)     | 8,1              | 9,2            | 11,9          | 15,1          | 18,1          | 21,3          | 23,9          | 23,9          | 21,1          | 16,5          | 11,8          | 8,9            | 15,8       |
| Record de froid (°C) date du record   | −11,6 02.01.1997 | −11,4 11.02.12 | −6,7 13.03.13 | −3,1 08.04.03 | −0,6 14.05.10 | 2,1 04.06.01  | 5,2 31.07.15  | 5 29.08.1998  | 1,4 26.09.18  | −5 30.10.1997 | −6,8 29.11.10 | −11,6 29.12.05 | −11,6 2005 |
| Record de chaleur (°C) date du record | 17 01.01.22      | 19,4 27.02.19  | 24,4 30.03.21 | 28,3 21.04.18 | 29,2 27.05.05 | 36,7 18.06.22 | 40,7 25.07.19 | 39,8 10.08.03 | 33,9 13.09.16 | 30,6 02.10.23 | 22,3 01.11.15 | 16,7 31.12.22  | 40,7 2019  |
| Précipitations (mm)                   | 58,2             | 46,2           | 47,2          | 51,8          | 57,6          | 55,8          | 46,9          | 54,4          | 53,8          | 69,6          | 66,9          | 72,8           | 681,2      |

| Diagramme climatique                                  |            |             |           |             |              |              |              |              |             |             |            |
| J                                                     | F          | M           | A         | M           | J            | J            | A            | S            | O           | N           | D          |
| 8,12,758,2                                            | 9,22,846,2 | 11,93,947,2 | 15,1551,8 | 18,18,157,6 | 21,310,755,8 | 23,912,446,9 | 23,912,954,4 | 21,110,853,8 | 16,58,869,6 | 11,85,666,9 | 8,93,372,8 |
| Moyennes : • Temp. maxi et mini °C • Précipitation mm |            |             |           |             |              |              |              |              |             |             |            |

## Urbanisme

### Typologie
Au 1er janvier 2024, Saint-Sylvain est catégorisée bourg rural, selon la nouvelle grille communale de densité à 7 niveaux définie par l'Insee en 2022.
Elle est située hors unité urbaine. Par ailleurs la commune fait partie de l'aire d'attraction de Caen, dont elle est une commune de la couronne,. Cette aire, qui regroupe 296 communes, est catégorisée dans les aires de 200 000 à moins de 700 000 habitants,.

### Occupation des sols
L'occupation des sols de la commune, telle qu'elle ressort de la base de données européenne d'occupation biophysique des sols Corine Land Cover (CLC), est marquée par l'importance des territoires agricoles (90,6 % en 2018), en diminution par rapport à 1990 (92,2 %). La répartition détaillée en 2018 est la suivante : 
terres arables (90,5 %), zones urbanisées (6,9 %), forêts (2,5 %), prairies (0,1 %). L'évolution de l'occupation des sols de la commune et de ses infrastructures peut être observée sur les différentes représentations cartographiques du territoire : la carte de Cassini (XVIIIe siècle), la carte d'état-major (1820-1866) et les cartes ou photos aériennes de l'IGN pour la période actuelle (1950 à aujourd'hui).

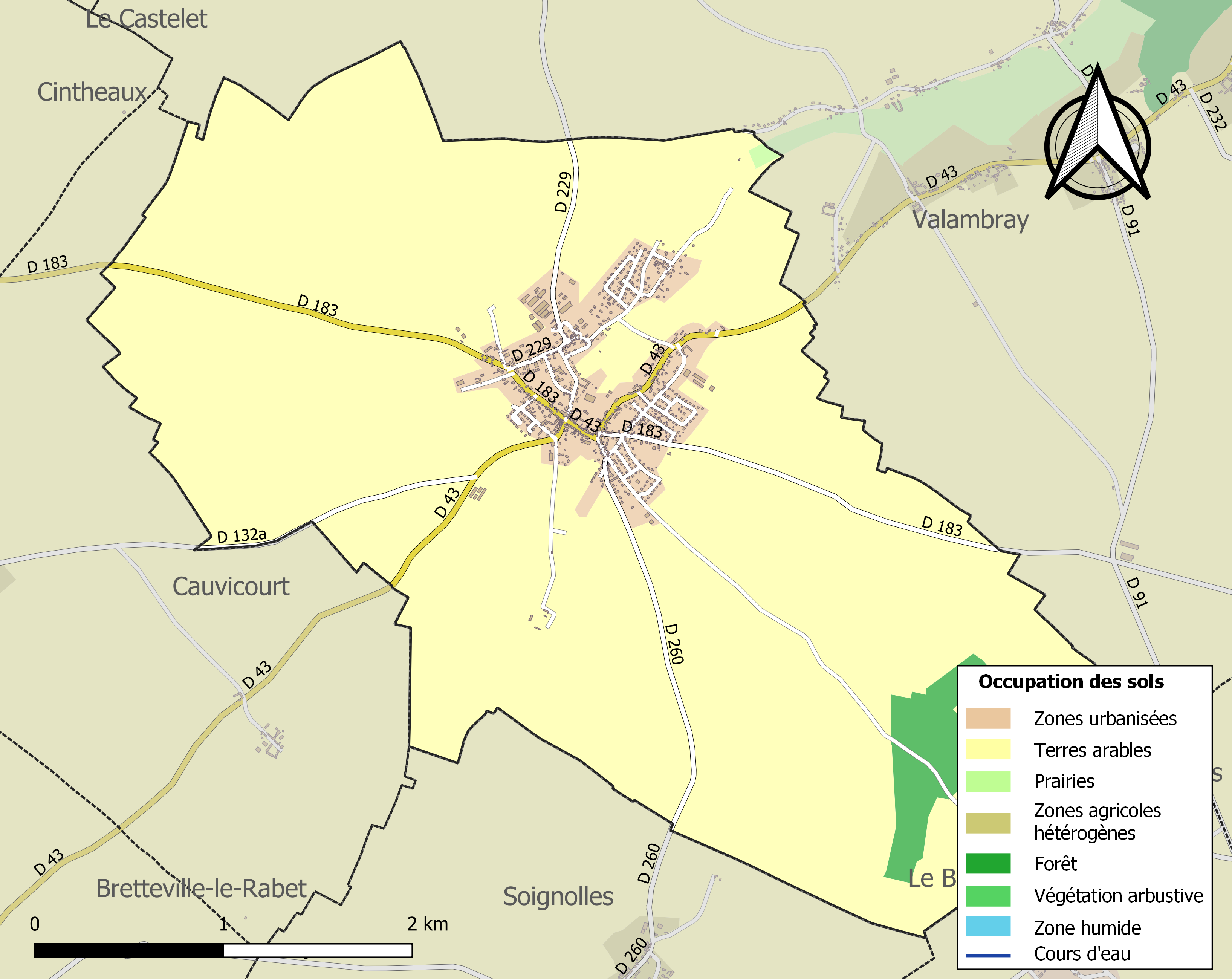
Carte des infrastructures et de l'occupation des sols de la commune en 2018 (CLC).

## Toponymie
L'hagiotoponyme de la localité est attesté sous les formes Sanctus Sylvinus en 860, Sanctus Selvinus en 1275.
Le lieu et l'église sont dédiés à Sylvain d'Anjou moine de l'abbaye Saint-Mesmin de Micy près d'Orléans, puis ermite à Saint-Pierre-sur-Erve dans le Maine .

## Histoire
Pendant la Seconde Guerre mondiale, après avoir subi des bombardements, le village fut libéré par les Canadiens aux alentours du 12 août 1944. En 2009, une bombe américaine de 250 kg a été retrouvée, non explosée, sur le territoire de la commune.
Le 1er janvier 2025, La commune quitte la communauté de communes Cingal-Suisse Normande et rejoint la communauté de communes Val ès dunes.

## Politique et administration
| Période                                  | Période   | Identité      | Étiquette | Qualité               |
| ---------------------------------------- | --------- | ------------- | --------- | --------------------- |
| 1983                                     | mars 2008 | Michel Vivier | UMP       | Agent d'assurance     |
| mars 2008                                | En cours  | Régis Croteau | SE        | Contrôleur de travaux |
| Les données manquantes sont à compléter. |           |               |           |                       |

## Démographie
L'évolution du nombre d'habitants est connue à travers les recensements de la population effectués dans la commune depuis 1793. Pour les communes de moins de 10 000 habitants, une enquête de recensement portant sur toute la population est réalisée tous les cinq ans, les populations de référence des années intermédiaires étant quant à elles estimées par interpolation ou extrapolation. Pour la commune, le premier recensement exhaustif entrant dans le cadre du nouveau dispositif a été réalisé en 2004.
En 2022, la commune comptait 1 454 habitants, en évolution de +1,04 % par rapport à 2016 (Calvados : +1,58 %, France hors Mayotte : +2,11 %).
| 1793 | 1800 | 1806 | 1821 | 1831 | 1836 | 1841 | 1846 | 1851 |
| ---- | ---- | ---- | ---- | ---- | ---- | ---- | ---- | ---- |
| 727  | 698  | 679  | 669  | 877  | 876  | 884  | 928  | 908  |

| 1856 | 1861  | 1866 | 1872 | 1876 | 1881 | 1886 | 1891 | 1896 |
| ---- | ----- | ---- | ---- | ---- | ---- | ---- | ---- | ---- |
| 960  | 1 017 | 965  | 919  | 888  | 883  | 814  | 770  | 755  |

| 1901 | 1906 | 1911 | 1921 | 1926 | 1931 | 1936 | 1946 | 1954 |
| ---- | ---- | ---- | ---- | ---- | ---- | ---- | ---- | ---- |
| 762  | 740  | 744  | 614  | 600  | 551  | 557  | 550  | 559  |

| 1962 | 1968 | 1975 | 1982 | 1990 | 1999 | 2004  | 2006  | 2009  |
| ---- | ---- | ---- | ---- | ---- | ---- | ----- | ----- | ----- |
| 642  | 642  | 715  | 838  | 850  | 977  | 1 193 | 1 210 | 1 192 |

| 2014  | 2019  | 2022  | - | - | - | - | - | - |
| ----- | ----- | ----- | - | - | - | - | - | - |
| 1 420 | 1 428 | 1 454 | - | - | - | - | - | - |

## Culture locale et patrimoine

### Lieux et monuments
- Église paroissiale Saint-Sylvain (XIIIe siècle-XIVe siècle-XVIIIe siècle-XXe siècle) dont le chœur et la chapelle attenante font l'objet d'un classement au titre des monuments historiques depuis le 14 décembre 1914[22].
- Presbytère construit à la fin du XVIIIe siècle, transformé en ferme après son aliénation sous la Révolution.
- Château des XVIIIe et XIXe siècles.
- Hôtel datant de 1634.
- Jardin de Fauces (ou Fosses).

### Personnalités liées à la commune
- Pierre Rayer (1793 à Saint-Sylvain - 1867), médecin et dermatologue.
- Abel-Anastase Germain (1833 à Saint-Sylvain - 1897), évêque de Coutances.

### Héraldique
| Blason de Saint-Sylvain | Blason  | D'azur aux trois fleurs de lys d'or, à la bordure cousue de gueules chargée de huit besants aussi d'or. |
| Blason de Saint-Sylvain | Détails | Le statut officiel du blason reste à déterminer.                                                        |